# Hoßkirch
Hoßkirch település Németországban, azon belül Baden-Württembergben. Lakosainak száma 751 fő (2023. december 31.).

## Népesség
A település népessége az elmúlt években az alábbi módon változott:
| Lakosok száma | 517  | 540  | 459  | 518  | 557  | 639  | 704  | 706  | 733  | 751  |
|               | 1961 | 1967 | 1974 | 1980 | 1986 | 1993 | 1999 | 2005 | 2012 | 2023 |